# Korwin (herb szlachecki)

Herb Korwin

Herb Korwin II

Herb Korwin III

Herb Korwin (odmiana) za Zygmunta Glogera, Encyklopedia staropolska

Herb Korwin Jaguschinski hrabia (Germanizacji: może Jagodyński, Jagodziński, Jagusiński, Jagużyński albo Jahodyński)

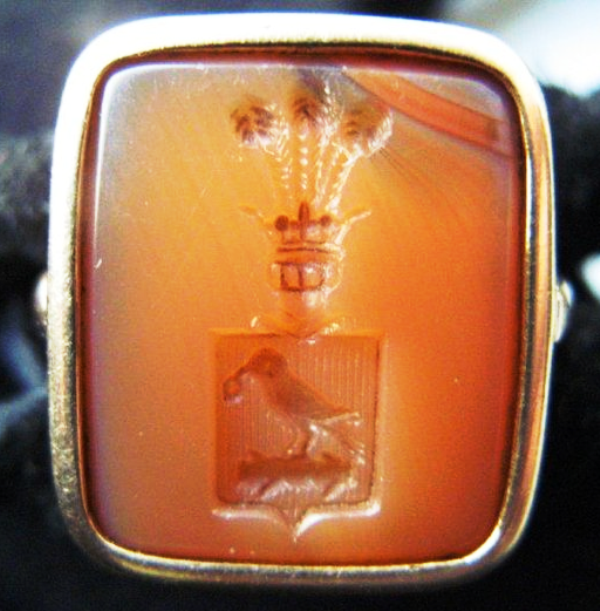
Herb Korwin w polskiej biżuterii.

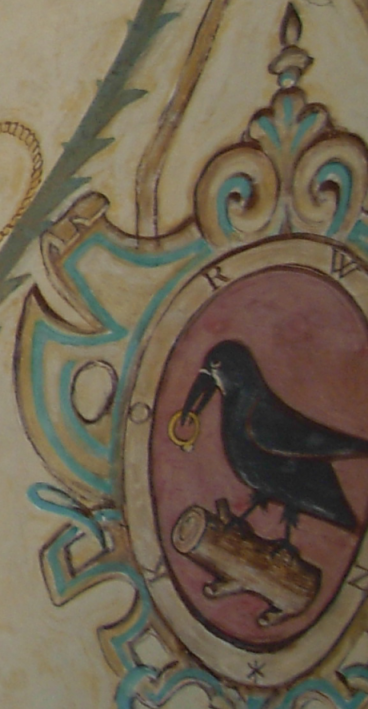
Herb Korwin w zamku w Baranowie Sandomierskim

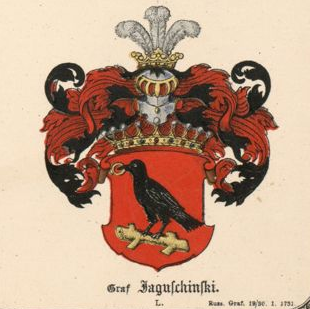
Herb Korwinów Jaguschinskich hr. W 1731 roku otrzymał hrabiowski tytuł rosyjski (niem. Graf Jaguschinski). Klingspor, Carl Arvid von: Baltisches Wappenbuch

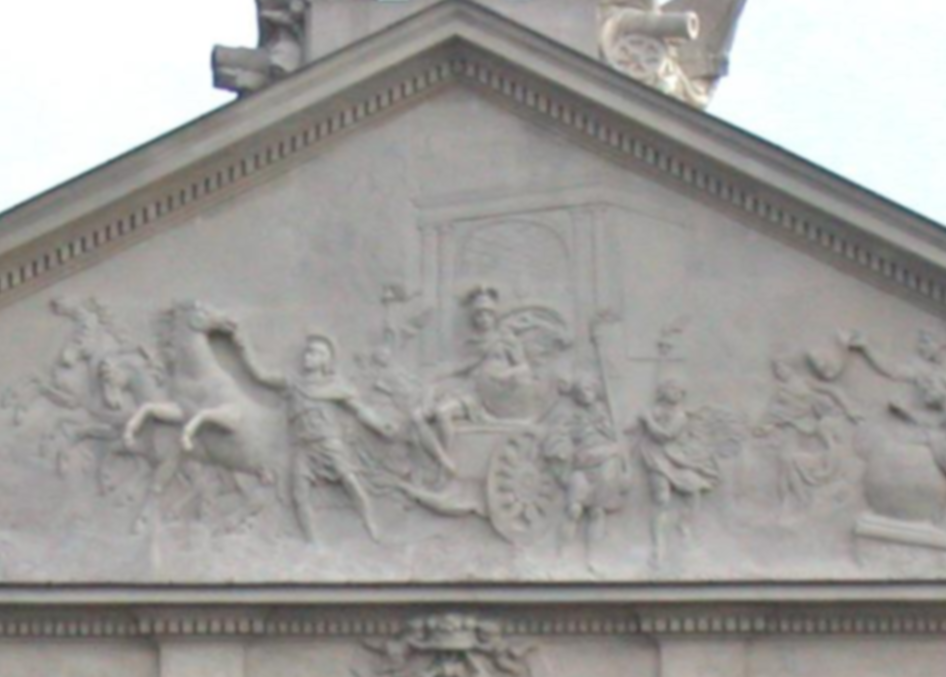
Triumf Marka Waleriusza Korwinusa. Relief z Pałacu Krasińskich w Warszawie.

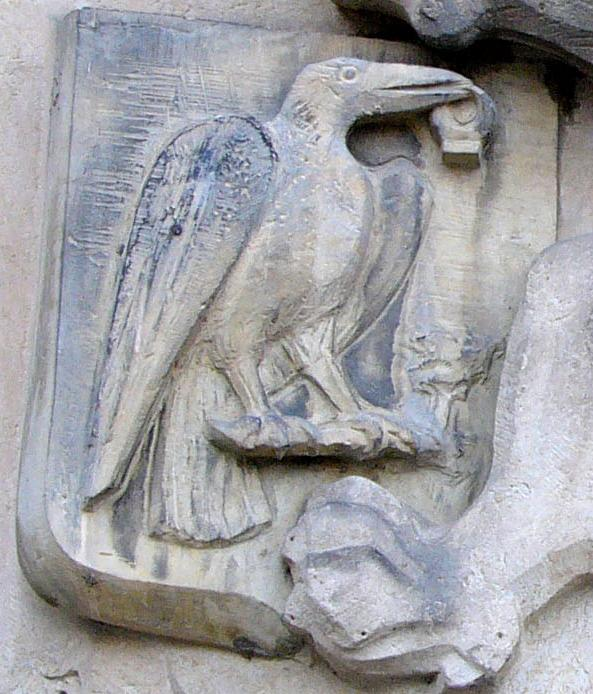
Herb króla Macieja Korwina, Ołomuniec, Morawy

Korwin, Ślepowron odmieniony, (Corvus, Corvinus, Corvin, Bujno) – polski herb szlachecki.

## Opis herbu
W polu czerwonym na pniu naturalnym, ociętym, ułożonym w pas, o dwóch sękach u góry i dwóch u dołu stoi kruk czarny w lewo z pierścieniem złotym, diamentem ku dołowi w dziobie. W klejnocie trzy pióra strusie.
"Korwin I cz. Ślepowron odm. – W polu czerwonem – na pniu naturalnym, ociętym, w poprzek leżącym o dwóch sękach od góry i dwóch od połu – kruk czarny w lewo z pierścieniem złotym w dziobie. Nad hełmem w koronie trzy pióra strusie.
Jeden ze starszych herbów polskich, lecz ani Długosz ani zapiski sądowe z XV wieku nie znają go. Herb ten, jak pisze prof. Małecki dopiero w pierwszych dziesiątkach XVI wieku wydzielił się ze Ślepowrona i dopiero od Paprockiego począwszy heraldyka traktuje te dwa herby jako osobne. Dowodem tego, że rodziny później pieczętujące się Korwinem, np. Kochanowscy, zaliczały się w XV stuleciu jeszcze do Ślepowronów. Nazwa Ślepowron odnosiła się do godła, zawołanie zaś, jak się z zapisek sądowych okazuje, było: Bojno czy Bujno. Herb Korwin, jako późniejszy, nie miał zawołania.
Dług.;Papr.;Okol.;Kojał.;Nies.;Ulan.;Mał."

"Korwin II – Odwracanie figur częstym jest objawem w heraldyce naszej, nie trzymającej się ściśle ogólnych zasad Zachodzie przestrzeganych; znajdujemy też Korwina odwróconego w lewo, ale i w prawo. Niesiecki sam o tem wspomina. Nies.; Sieb. IV 14 12."

"Korwin III – W polu czerwonem – na ociętym pniu o dwu sękach z każdej strony, w poprzek leżącym – kruk czarny z pierścieniem złotym w dziobie. Nad hełmem w koronie taki sam kruk z pierścieniem. Wspólność klejnotu nad hełmem uwidocznia pokrewieństwo tej odmiany z herbem Ślepowron. Papr.; Nies.; Sieb. IV14. 12."

## Najwcześniejsze wzmianki
- 1224 – herb z okresu panowania Konrada I mazowieckiego (Korwin albo Ślepowron), w Niesiecki, Kasper (1682-1744) Korona polska... T. 2, s. 619 – 620[2]
- 1490 – odmiana herbu Korwin
- Rozpowszechniony w ziemiach

krakowskiej, sandomierskiej.
- Legenda herbowa:

Do Polski zaś przyniesiony dobrze przed rokiem 1224: bo iuź w tym roku Wawrzęta Korwin herb swoy na Slepowrona zamienił, co znać z listu Konrada Xiażęcia Mazowieckiego w tym czasie danym. Ze zaś wielkie iest podobieństwo tego herbu do herbu Slepowron, dla tego niektorzy Korwin Slepowronem zowia, y Slepowron Korwinem.

“Do Polski przyniesiony dobrze przed rokiem 1224. bo już w tym roku Wawrzęta Korwin herb swój na Ślepowrona zamienił, co znać z listu Konrada książęcia Mazowieckiego w tym czasie danym. Że zaś wielkie jest podobieństwo tego herbu do herbu Ślepowron, dla tego niektórzy Korwin Ślepowronem zowią, i Ślepowron Korwinem.” w Niesiecki, Kasper (1682-1744) Korona polska... T. 2, s. 619 – 620
Wizerunek herbu Korwin znajduje się na płycie nagrobnej Łukasza Noskowskiego (Łukasz z Noskowa) (zm. 1532) w kościele Mariackim w Krakowie.
Wizerunek Kruka pojawił się na pieczęci miejskiej miasta 17 marca 1490 – kruk siedzący na srebrnej gałęzi to godło rodu Korwinów, którzy panowali w Głogowie. W XV wieku herb podarowali miastu.

## Herbowni
- Lista herbownych:[3]

A: Abramik,

B: Bachowski, Bagiński, Barański, Baszucki, Benkowski, Berengowicz, Bieńkowski, Bierzyński, Bieżyński, Binkowski, Boczkowski, Botowic, Botowicz, Bronicki, Bujalski, Bujnowski, Bunkowski, Buynowski,

C: Cetnerski, Chłędowski, Chromecki, Chrzanowski, Chyczewski, Czarnolaski, Czopowski,

D: Dabkowicz, Dalkowicz, Danisewicz, Danisiewicz, Dmochowski, Dobkiewicz, Doliński, Drozdowski-Meloch, Droziński, Druzd, Dudorowicz, Dudrewicz, Dunaj, Dworakowski, Dzbański, Dzięcielski,

F: Filiborn,

G: Gacki, Gadzki, Gącki, Gąsiorowski, Gęsicki, Ginwił, Ginwiłł, Ginwiłłowicz, Gładyszewski, Gosiewski, Gronostajski, Grosman, Grozmani, Grudzina, Gutowski,

H: Haraziński, Hollo, Hrudzina,

J: Jachimowicz, Jagodyński, Jagodziński, Jagusiński, Jagużyński, Jahodyński, Jahołkowski, Jakimowicz, Jastrzębski, Jaszewski, Jawdyński,

K: Kaftanowski, Kalinowski, Kamianowski, Kamiański, Kaminowski, Kamionowski, Karłowicz, Kilarski, Kirbut, Klimowski, Kłosieński, Kłosiński, Kochanowicz, Kochanowski, Kojrowicz, Komar, Komoński, Korotkiewicz, Korwin, Korwin-Piotrowski, Kosakowski, Kossakowski, Kossenda, Kostecki, Koszulko, Koyrowicz, Kozniecki, Krasiński, Kręczow, Krompach, Kropiwnicki, Kruczaj, Kruczkowski, Kruk, Krukowicz, Krukowski, Krupicki, Kunachowicz, Kurkowski,

L: Lipczyński, Lisowski, Lissowski, Losniewski, Lutostański,

Ł: Łośniewski,

M:  Maleczyński, Malenczyński, Maliszkiewicz, Małaciewski, Małaczeński, Małaczewski, Małaczyński, Małęczyński, Matelski, Metelski, Michalski, Mietelski, Milewski, Młodnicki, Moczulski, Moczydłowski, Morzkowski, Mroczkowski,

N: Niskiewicz, Nowicki,

O: Odelski, Odolski, Olszewski,

P: Pannenko, Pawłowski, Pczycki, Perkowski, Pieślak, Piotrowski, Pirowski, Pluszczewski, Pluszczowski, Pluta, Pluto, Płuszczewski, Podgurski, Podrez, Polski, Prendowski, Prędowski, Proniewicz, Proniewski, Przełomiński, Przyłuski, Ptuszczewski, Pusz,

R: Roszkowski,

S: Sakiewicz, Sakowicz, Sarnewicz, Seredyński, Skirwin, Słobodziński, Smolak, Sobierajski, Sobolewski, Sołkowski, Sozański, Starzyński, Sujkowski, Surwiłło, Suykowski, Szawroński, Szawrowski, Szczefanowicz, Szuwalski, Szwaroński, Szwedowicz, Szwedowski,

Ś: Świderski-Bałaszewicz,

T: Tołokiewicz, Topczewski, Truskolaski, Truskolawski, Truskoleśny,

U: Upnicki,

W: Wakar, Wałejko, Wasilowski, Wasiłowski, Wendrychowski, Wędrychowski, Wierzbicki, Wojszyński, Wolimer, Wolmer, Wołejko, Wołk, Womer, Woronowicz, Woronowski, Wróblewski, Wronowicz, Wróblewski, Wyszkowski, Wyżewski, Wzderski

Z: Zaniwicki, Zawistowski, Zbożniakiewicz, Zienkowski,

Ż: Żarnowiecki, Żorawski, Żórawski, Żyliński.
Korwin II i Korwin III to warianty graficzne podstawowego Korwina, nie ma dla nich osobnych list herbownych.

## Odmiany, alternatywne wizerunki i wersje utytułowane
Tadeusz Gajl wymienia 15 odmian herbu Korwin:
- Herb Korwin II[5]

Herb Korwin II, nazwiska bez weryfikacji: Piotrowski, Korwin-Piotrowski.
- Herb Korwin III[6]
- Herb Bieńkowski[7], nazwisko Bieńkowski.
- Herb Chrzanowski[8], nazwisko Chrzanowski.
- Herb Gosiewski[9], nazwisko Gosiewski. (Nie ma pewności, czy jest to odmiana korwina czy Ślepowrona).
- Herb Jaguschinski hrabia, (zgermanizowane, być może Jagodyński, Jagodziński, Jagusiński, Jagużyński vel Jahodyński).
- Herb Kaftanowski[10], nazwisko Kaftanowski.
- Herb Lisowski[11], nazwisko Lisowski vel Lissowski.
- Herb Materna[12], nazwisko Macerna, Materna.
- Herb Michalski[13], nazwisko Michalski.
- Herb Sakowicz[14], nazwisko Dyrmejtowicz, Sakowicz.
- Herb Terajewicz[15], nazwisko Terajewicz, Terajowicz.
- Herb Wendrychowski[16], naz. Wendrychowski, Wędrychowski.

Istnieją herby nawiązujące merytorycznie do Korwina, których jednak nie sklasyfikowano w herbarzach jako odmiany:
- Herb Karaczyński[17], nazwisko Karaczyński.
- Herb Korwin-Gałczewski[18], nazwisko Korwin-Gałczewski.
- Herb Korwin-Krukowski[19], nazwisko Korwin-Krukowski.
- Herb Przykorwin[20], nazwisko Joachimowicz.

## Osoby pieczętujące się herbem Korwin
- Jan Kochanowski
- Eliza Orzeszkowa